# Merril Hoge
Merril DuAine Hoge (Pocatello, 26 gennaio 1965) è un ex giocatore di football americano statunitense che ha giocato nel ruolo di running back per otto stagioni nella National Football League, sette ai Pittsburgh Steelers e l'ultimo coi Chicago Bears, ritirandosi dopo la stagione 1994. Dal 1997 è entrato a far parte degli analisti televisivi delle trasmissioni sul football di ESPN.

## Carriera professionistica
I Pittsburgh Steelers scelsero Hoge nel corso del decimo giro del Draft NFL 1987 come 261º assoluto. Dopo sette stagioni con gli Steelers, Hoge firmò coi Chicago Bears come free agent nel 1994 ma giocò solo 5 partite con 6 portate e 13 ricezioni.
Durante una gara coi Chiefs a Kansas City, Hoge subì una commozione cerebrale e, cinque giorni dopo, il team medico approvò il suo ritorno in campo dopo una telefonata senza averlo visitato per determinare se si fosse ristabilito; tuttavia stava ancora soffrendo dei sintomi post-commozione.
Hoge subì un'altra commozione cerebrale diverse settimane dopo e fu rianimato dopo aver smesso di respirare. Egli trascorse otto ore nell'unità di terapia intensiva e fu costretto al ritiro a causa dei danni al cervello. Hoge imparò nuovamente a leggere e subì perdite di memoria, confusione e mal di testa. In seguito fece causa allo staff medico dei Bears ottenendo un risarcimento di 1,55 milioni di dollari.
In carriera, Hoge guadagnò 3.139 yard su corsa e 2.133 yard su ricezione, con 34 touchdown. Mentre giocò come fullback nell'attacco I-form degli Steelers, segnò 10 touchdown nel 1990.

## Statistiche
| Yard su corsa      | 3139 |
| Touchdown su corsa | 34   |